# Південно-Західний Пфальц (район)
Південно-Західний Пфальц (нім. Südwestpfalz) — район у Німеччині, у складі федеральної землі Рейнланд-Пфальц, на кордоні із Францією. Районний центр — місто Пірмазенс, яке адміністративно до його складу не входить.

## Населення
Населення району становить 94 912 осіб (станом на 31 грудня 2020).

## Адміністративний поділ
Район складається з 84 міст і громад (нім. Gemeinden), об'єднаних в 7 об'єднань громад (нім. Verbandsgemeinden).
Дані про населення наведені станом на 31 грудня 2020. Зірочками (*) позначені центри об'єднань громад.
| - Данер-Фельзенланд 1. Бобенталь (298) 2. Брухвайлер-Беренбах (1585) 3. Бузенберг (1165) 4. Бунденталь (1074) 5. Гіршталь (83) 6. Дан (місто) * (4572) 7. Ерленбах-бай-Дан (329) 8. Ерфвайлер (1190) 9. Людвігсвінкель (768) 10. Нідершлеттенбах (283) 11. Нотвайлер (132) 12. Румбах (430) 13. Фішбах-бай-Дан (1492) 14. Шиндгард (521) 15. Шенау (Пфальц) (424) - Гауенштайн 1. Вільгартсвізен (998) 2. Гауенштайн (Пфальц) * (3971) 3. Гінтервайденталь (1572) 4. Дарштайн (201) 5. Дімбах (184) 6. Луг (Пфальц) (598) 7. Швангайм (Пфальц) (595) 8. Шпіркельбах (683) - Родальбен 1. Донзідерс (914) 2. Клаузен (1481) 3. Ляймен (Пфальц) (964) 4. Мерцальбен (1167) 5. Мюнхвайлер-ан-дер-Родальб (2866) 6. Родальбен (місто) * (6681) | - Таляйшвайлер-Вальгальбен 1. Бідерсгаузен (189) 2. Вальгальбен (842) 3. Везельберг (1314) 4. Вінтербах (Пфальц) (508) 5. Геайшвайлер (846) 6. Гершберг (801) 7. Геттенгаузен (228) 8. Гефрешен (874) 9. Заальштадт (319) 10. Кнопп-Лабах (402) 11. Крегенберг (179) 12. Масвайлер (944) 13. Нюншвайлер (749) 14. Обернгайм-Кірхенарнбах (1593) 15. Петерсберг (884) 16. Райфенберг (793) 17. Рішвайлер-Мюльбах (2059) 18. Таляйшвайлер-Фрешен * (3237) 19. Шауерберг (183) 20. Шмітсгаузен (395) - Вальдфішбах-Бургальбен 1. Вальдфішбах-Бургальбен * (4634) 2. Гайзельберг (764) 3. Геайнед (1218) 4. Гельтерсберг (2021) 5. Гермерсберг (1736) 6. Горбах (Пфальц) (514) 7. Шмаленберг (754) 8. Штайнальбен (385) | - Цвайбрюккен-Ланд [Центр: Цвайбрюккен] 1. Альторнбах (673) 2. Баттвайлер (667) 3. Бехгофен (2132) 4. Вальсгаузен (320) 5. Вісбах (507) 6. Дельфельд (1370) 7. Дітріхінген (334) 8. Горнбах (місто) (1424) 9. Гросбунденбах (339) 10. Гросштайнгаузен (586) 11. Кесгофен (627) 12. Кляйнбунденбах (424) 13. Кляйнштайнгаузен (742) 14. Контвіг (5032) 15. Маушбах (292) 16. Рідельберг (476) 17. Розенкопф (364) - Пірмазенс-Ланд [Центр: Пірмазенс] 1. Боттенбах (738) 2. Гільст (319) 3. Еппенбрунн (1304) 4. Креппен (695) 5. Лемберг (3726) 6. Оберзімтен (634) 7. Руппертсвайлер (1498) 8. Трульбен (1145) 9. Фіннінген (Пфальц) (1671) 10. Швайкс (287) |